# Vallée de l'Our de Ouren a Wallendorf Pont
Vallée de l'Our de Ouren a Wallendorf Pont este o arie protejată (arie specială de conservare — SAC, sit de importanță comunitară — SCI) din Luxemburg întinsă pe o suprafață de 5.675,92 ha, integral pe uscat.

## Localizare
Centrul sitului Vallée de l'Our de Ouren a Wallendorf Pont este situat la coordonatele 49°57′03″N 6°10′36″E / 49.9508°N 6.1767°E.

## Înființare
Situl Vallée de l'Our de Ouren a Wallendorf Pont a fost declarat sit de importanță comunitară în decembrie 1998 pentru a proteja 1 specie de plante și 32 de specii de animale. Situl a fost protejat și ca arie specială de conservare în noiembrie 2009.

## Biodiversitate
Situată în ecoregiunea continentală, aria protejată conține 19 habitate naturale: Ape stătătoare oligotrofe până la mezotrofe, cu vegetație de Littorelletea uniflorae și/sau de Isoëto-Nanojuncetea, Ape puternic oligomezotrofe cu vegetație bentonică cu Chara spp., Lacuri eutrofice naturale cu vegetație de tip Magnopotamion sau Hydrocharition, Cursuri de apă de la nivel de câmpie la nivel montan, cu vegetație Ranunculion fluitantis și Callitricho-Batrachion, Pajiști uscate europene, Pajiști uscate seminaturale și facies de acoperire cu tufișuri pe substraturi calcaroase (Festuco-Brometalia) (* situri importante pentru orhidee), Formațiuni ierboase bogate în specii de Nardus, dezvoltate pe substraturi silicioase în zone montane (și în zone submontane, în Europa continentală), Pajiști cu Molinia pe soluri calcaroase, turboase sau argilos-nămoloase (Molinion caeruleae), Liziere de ierburi înalte hidrofile de câmpie și de nivel montan până la alpin, Fânețe de joasă altitudine (Alopecurus pratensis, Sanguisorba officinalis), Mlaștini turboase de tranziție și turbării mișcătoare, Grohotișuri silicioase medio-europene, la altitudine înaltă, Pante stâncoase silicioase cu vegetație casmofită, Roci stâncoase cu vegetație pionieră de Sedo-Scleranthion sau Sedo albi-Veronicion dillenii, Peșteri inaccesibile publicului, Păduri de fag Luzulo-Fagetum, Păduri de fag Asperulo-Fagetum, Păduri pe pante, grohotișuri și ravene de Tilio-Acerion, Păduri aluvionare cu Alnus glutinosa și Fraxinus excelsior (Alno-Padion, Alnion incanae, Salicion albae).
La baza desemnării sitului se află mai multe specii protejate:
- plante (1): Trichomanes speciosum
- păsări (22): uliu porumbar (Accipiter gentilis), minunița (Aegolius funereus), pescăruș albastru (Alcedo atthis), cocoșul de mesteacăn (Bonasa bonasia), buha (Bubo bubo), barză neagră (Ciconia nigra), mierla de apă (Cinclus cinclus), corb (Corvus corax), ciocănitoare neagră (Dryocopus martius), șoim călător (Falco peregrinus), șoimul rândunelelor (Falco subbuteo), sfrâncioc roșiatic (Lanius collurio), ferestrașul mare (Mergus merganser), gaia roșie (Milvus milvus), codobatură de munte (Motacilla cinerea), pițigoi moțat (Parus cristatus), viespar (Pernis apivorus), pitulice sfârâitoare (Phylloscopus sibilatrix), ciocănitoare verzuie (Picus canus), ciocănitoarea verde (Picus viridis), sitar de pădure (Scolopax rusticola), turturică (Streptopelia turtur)
- mamifere (3): liliac cu urechi mari (Myotis bechsteinii), liliac cărămiziu (Myotis emarginatus), liliac comun (Myotis myotis)
- nevertebrate (5): fluturele-tigru (Callimorpha quadripunctaria), Lycaena helle, Margaritifera margaritifera, Oxygastra curtisii, Unio crassus
- pești (2): zglăvoacă (Cottus gobio), cicar (Lampetra planeri)

Pe lângă speciile protejate, pe teritoriul sitului au mai fost identificate 13 specii de plante, 4 specii de mamifere, 10 specii de nevertebrate, 1 specie de reptile.